# Нечай Павло Іванович
Нечай Павло Іванович (19 лютого 1859, Москва або Райгород, Черкаський повіт, Київська губернія — 4 листопада 1925, Київ) — український психіатр, професор Київського медичного інституту.
Почав освіту в Златопільській прогімназії, після якої навчався у Колегії Павла Ґалаґана у 1874—1877 роках. Надалі вступив до медичного факультету Київського університету святого Володимира. У 1878 р. брав участь у нелегальних студентських зібраннях, однак покарання обмежилося доганою. Згодом закінчив університет у 1882 році.
З 1888 року працював у Києво-Кирилівській губернській земській лікарні. Спочатку був ординатором, з 1890 року — старшим лікарем, близько 1900 року — прозектором. У 1920—1925 був директором лікарні.
У 1891 році здобув ступінь доктора медицини після захисту дисертації «Материалы для патологии дыхательной иннервации». З 1892 року став приват-доцентом кафедри психіатрії та нервових хвороб Київського університету. Також був професором медичного відділення київських вищих жіночих курсів.
У 1920—1924 був професором кафедри психіатрії Київського медичного інституту.
Похований на території Державного історико-меморіального Лук'янівського заповідника, дільниця №19.